# To je život (film, 2001)
To je život (v originále C'est la vie) je francouzský hraný film z roku 2001, který režíroval Jean-Pierre Améris podle vlastního scénáře. Snímek měl světovou premiéru na mezinárodním filmovém festivalu v San Sebastiánu dne 28. září 2001.

## Děj
Ve specializovaném zdravotnickém centru, kam přicházejí ukončit svůj život nevyléčitelně nemocní pacienti, se nově příchozí, Dimitri, kterému je po padesátce, spřátelí se Suzanne, třicátnicí, která se od smrti svého manžela věnuje péči o nemocné.

## Obsazení
| Jacques Dutronc       | Dimitri    |
| Sandrine Bonnaire     | Suzanne    |
| Emmanuelle Riva       | Dominique  |
| Jacques Spiesser      | Jean-Louis |
| Annie Grégorio        | Simone     |
| Marilyne Canto        | Brigitte   |
| Patrick Lizana        | Paul       |
| Thierry Raso          | Thierry    |
| Julia Vaidis-Bogard   | Charlotte  |
| Saïda Jawad           | Nora       |
| Nathan Pavillon-Barré | Thomas     |
| Julie Leibowitch      | Cécile     |

## Ocenění
- Mezinárodní filmový festival v Marakkéši: cena pro nejlepšího herce (Jacques Dutronc)
- Mezinárodní filmový festival v San Sebastiánu: Stříbrná mušle za nejlepší režii (Jean-Pierre Améris)
- César: nominace v kategorii nejlepší herec (Jacques Dutronc)